# Ларионов, Пётр Кириллович
Пётр Кириллович Ларионов (1903, Севастополь, Таврическая губерния — 15 марта 1942, Крымский заповедник, Крымская АССР) - советский железнодорожник, во время Великой Отечественной войны в партизанах Крыма. Погиб вместе с сыном в бою с карателями. Именем его названа улица в Симферополе.

## Биография
Родился в Севастополе, где начинал работу на паровозе. В 1927 году его перевели в депо Симферополь. Член ВКП(б). Был избран секретарём парторганизации депо.
Б. А. Борисов, на тот момент  агитпроморганизатор на железнодорожном узле Симферополь, впоследствии первый секретарь Севастопольского горкома ВКП(б) во время обороны Севастополя, вспоминал в мемуарах: "Хорошо проявил себя и агитатор-коммунист Петр Кириллович Ларионов. Он, как и Верзулов, работал паровозным машинистом, был передовиком производства. Многие агитаторы, в том числе Верзулов и Ларионов, в беседах делились опытом работы на паровозах, рассказывали, как добиваются вождения поездов строго по графику, экономии топлива, безаварийной работы. Агитаторы вели подписку на газеты и заем, организовывали социалистическое соревнование... ...С Верзуловым и Ларионовым мне в дальнейшем не раз приходилось встречаться. В первые же месяцы войны они ушли в партизаны, храбро сражались с фашистскими захватчиками, и оба погибли героями. Их память свято чтут крымские железнодорожники".
Во время оккупации П. К. Ларионов ушёл в партизаны Крыма. Он стал помощником командира группы Севастопольского партизанского отряда. Вместе с отцом воевал и сын Женя (1928 г.р.), шестиклассник железнодорожной школы Симферополя (ныне - школа №13), разведчик отряда. В последнем бою они были вместе. Погибли в бою с оккупантами 15 марта 1942 года. Герои-партизаны похоронены на территории Крымского заповедника у подножия Ай-Петри.

## Память
В 1966 году в честь Петра Кирилловича Ларионова была названа улица в Железнодорожном районе Симферополя, бывшая Грушевая.